# センニチコウ
センニチコウ（千日紅、学名 Gomphrena globosa）は、ヒユ科の春播き一年草である。園芸植物として栽培されている。別名千日草（せんにちそう）。

## 形態
草丈は50cmくらい、近縁種のキバナセンニチコウでは1m近くになり、よく分枝し、葉は対生し、細長く、白みを帯びている。全草に粗い毛が生えている。花は7月から9月にかけて咲き、直径2-3cmで、松かさを少し押しつぶしたような形をしている。

## 近縁種

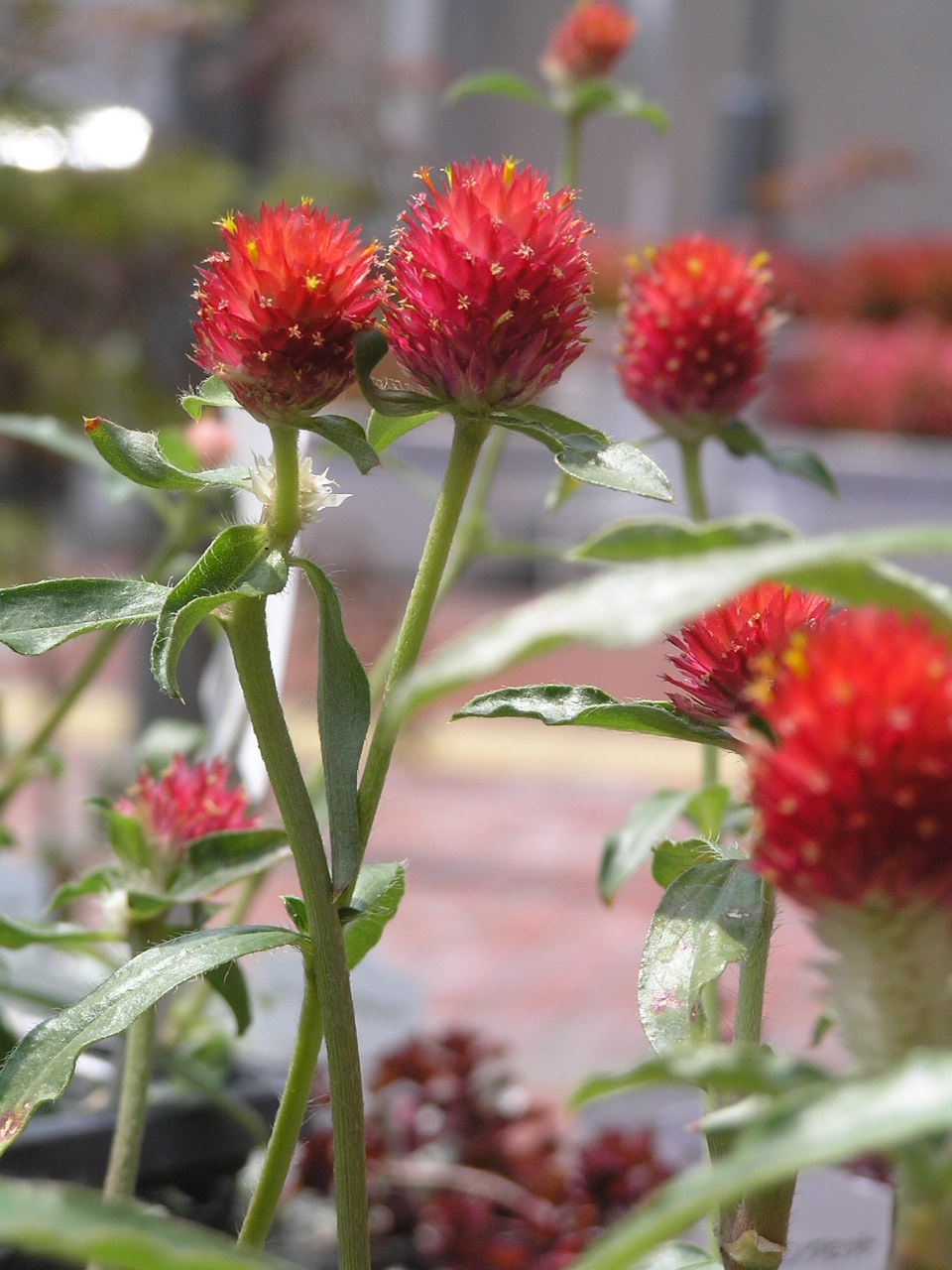
キバナセンニチコウ

近縁種のキバナセンニチコウ (G. haageana) は、大柄であるが、花付きが少なく、花色もさえない樺色で、ほとんど作られなかった。しかし、鮮やかな朱色の「ストロベリー・フィールズ」（ストロベリー・フィールドとも言われる）という品種ができたため、人気種になっている。
Gomphrena属の植物はアジア・アフリカ・オーストラリアの熱帯地方と、アメリカ合衆国南部から南米にかけて100種近く分布している。
観賞する部分は苞である。紅・白・紫・朱色・樺色とピンクの花（に見える花序）の中心部が白いぼかしになる品種があり、特に青紫と朱色は鮮やかな色である。仏花やドライフラワーに最適である。

## 栽培
夏の暑さや乾燥にも比較的強く、作りやすい草花である。植え付けるときには腐葉土を混ぜるとよい。追肥はほとんど必要としないが、与える場合には窒素分の少ないものが望ましい。
種子にはもともと風に飛ばされるための翼が付いているが、市販品はほとんどがそれを除去したクリーンシードになっているので、播きやすく発芽も良い。発芽適温が高い。覆土は、種が隠れる程度にする。大きな苗の移植はつきにくくなるため、本葉が出てきたら花壇などにセンニチコウで20cm間隔、キバナセンニチコウは25cmくらいの間隔に定植する。